# Бутийе-Шавиньи, Шарль Леон де
маркиз Шарль Леон де Бутийе-Шавиньи (фр. Charles-Léon de Bouthillier-Chavigny; 21 июня 1743, Париж — 18 декабря 1818, замок Фильер, департамент Нижняя Сена) — французский военачальник, эмигрант-роялист в годы Французской революции, генерал-адъютант русского императора Павла I в 1797—1799 годах.

## Биография
Родился в 1743 году в Париже в старинной и влиятельной аристократической семье. Одним из его предков был Леон Бутийе (1608—1652), министр иностранных дел Франции в годы правления Людовика XIII, ближайший сподвижник кардинала Ришелье.
В 1758 году подростком поступил на военную службу в гвардейский полк лёгкой кавалерии (полк «Шеволежер де ла гард»). В 1761 году был выпущен оттуда с чином корнета в армейскую кавалерию. К 1771 году имел чин капитана. К 1785 году — полковник, кавалер ордена Святого Людовика и командир Пикардийского полка. В 1789 году был избран одним из депутатов от дворянства в Генеральные штаты.
В Генеральных штатах занимал консервативную монархическую позицию, входил в состав Военного и Церковного комитетов. В рамках работы в Церковном комитете возражал против конфискации церковной собственности и ограничения привилегий духовенства. В рамках Военного комитета, напротив, выдвигал проекты реформы армии, представил один из проектов организации Национальной гвардии. Произведён в кампмаршалы (1790).

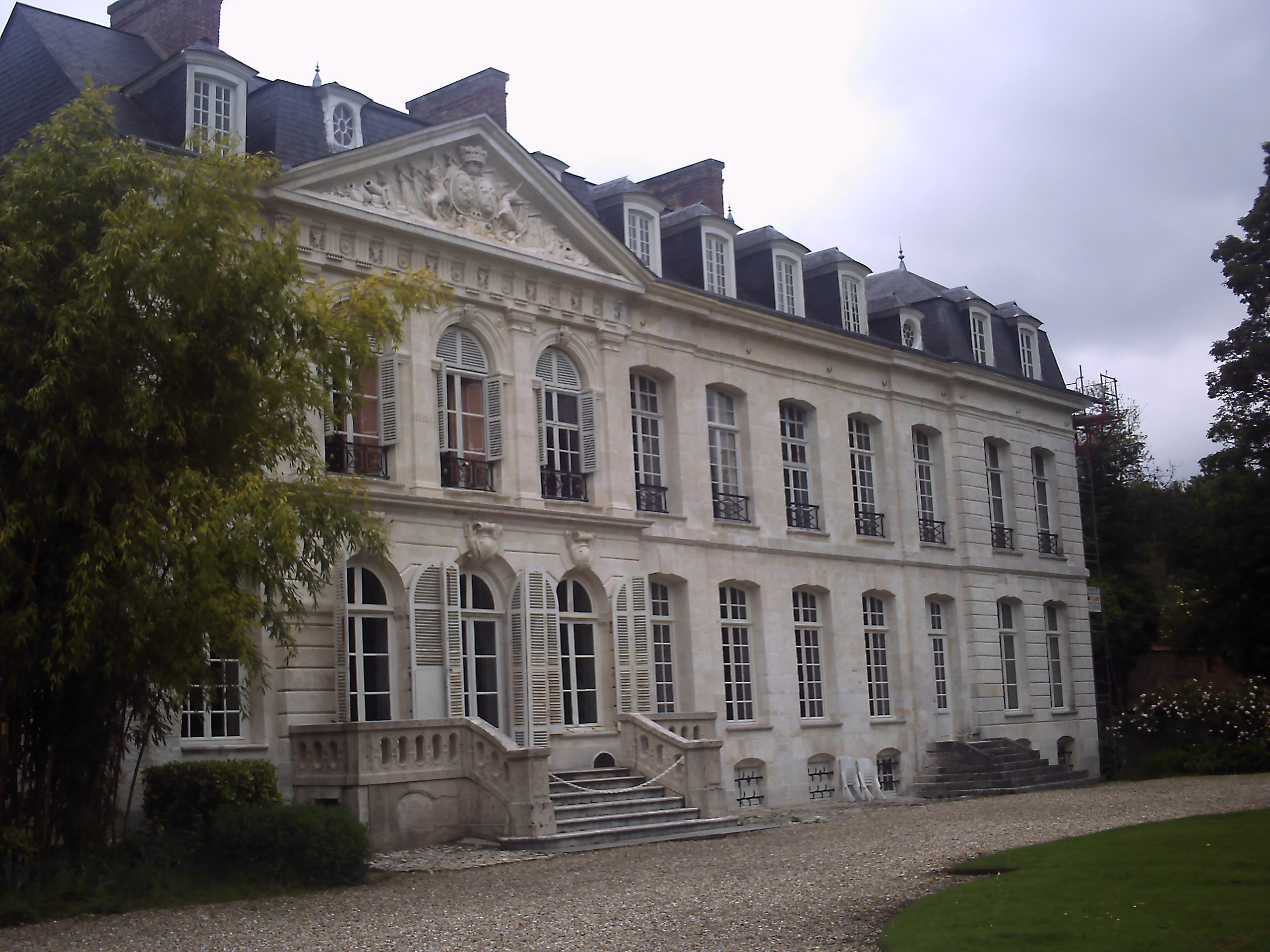
Замок Фильер в наши дни

В ходе событий 1791 года, в ходе конфликта между королём Людовиком XVI и Учредительным собранием, сперва принес присягу на декретах Собрания, но прямо оговорил, что его присяга вступил в силу только после прямого одобрения короля, а затем (в октябре того же года) эмигрировал. Он отправился в Кобленц, где вступил в формирующуюся из эмигрантов-роялистов для войны против революционной Франции Армию Принцев (Армию Конде), где ему, по рекомендации маршала герцога де Брольи, было поручено написание воинских уставов и другие работы по организации армии.
Произведённый в генерал-майоры (аналог «революционного» воинского звания бригадный генерал) в 1792 году в период службы в Армии Конде, он повсюду следовал за самопровозглашённым королём Людовиком XVIII, и, в период пребывания того в России, был принят на русскую службу и получил звание генерал-адъютанта императора Павла I. После гибели Павла и амнистии, которую эмигрантам объявил Наполеон, вернулся во Францию, где жил, как частное лицо, не подвергаясь преследованиям.
После Реставрации Бурбонов получил от Людовика XVIII чин генерал-лейтенанта и степень командора ордена Святого Людовика. В 1817 году получил также орден Феникса от князя Гогенлоэ. Скончался в своём замке Фильер (Нижняя Сена) в 1818 году.
Его сын, Константен Мари Луи Леон Бутийе де Шавиньи (1774—1829; фр.), полковник армии Конде, в годы Реставрации стал известен, как политик-ультрароялист;  скончался в 1829 году, за год до революции 1830 года во Франции.